# Oedipina nimaso
Oedipina nimaso es una especie de salamandra del género Oedipina, familia Plethodontidae. La especie fue descrita científicamente por Eduardo Boza-Oviedo, Sean Michael Rovito, Gerardo Chaves, Adrián García-Rodríguez, Luis Guillermo Artavia, Federico Bolaños y David Burton Wake en 2012.
Oedipina nimaso alcanza una longitud corporal de hasta 31 milímetros.

## Distribución y hábitat
La especie se encuentra en partes de América Central y es endémica de Costa Rica. Oedipina nimaso fue observada por primera vez en 2008 durante una expedición en la Cordillera de Talamanca en el Parque Internacional La Amistad. El primer ejemplar fue visto en el Cerro Nimaso a una altitud de 1100 metros. En 2012 se publicó su descripción científica, junto con las de otras cuatro especies de salamandras descubiertas en la misma expedición.